# Ліможська емаль

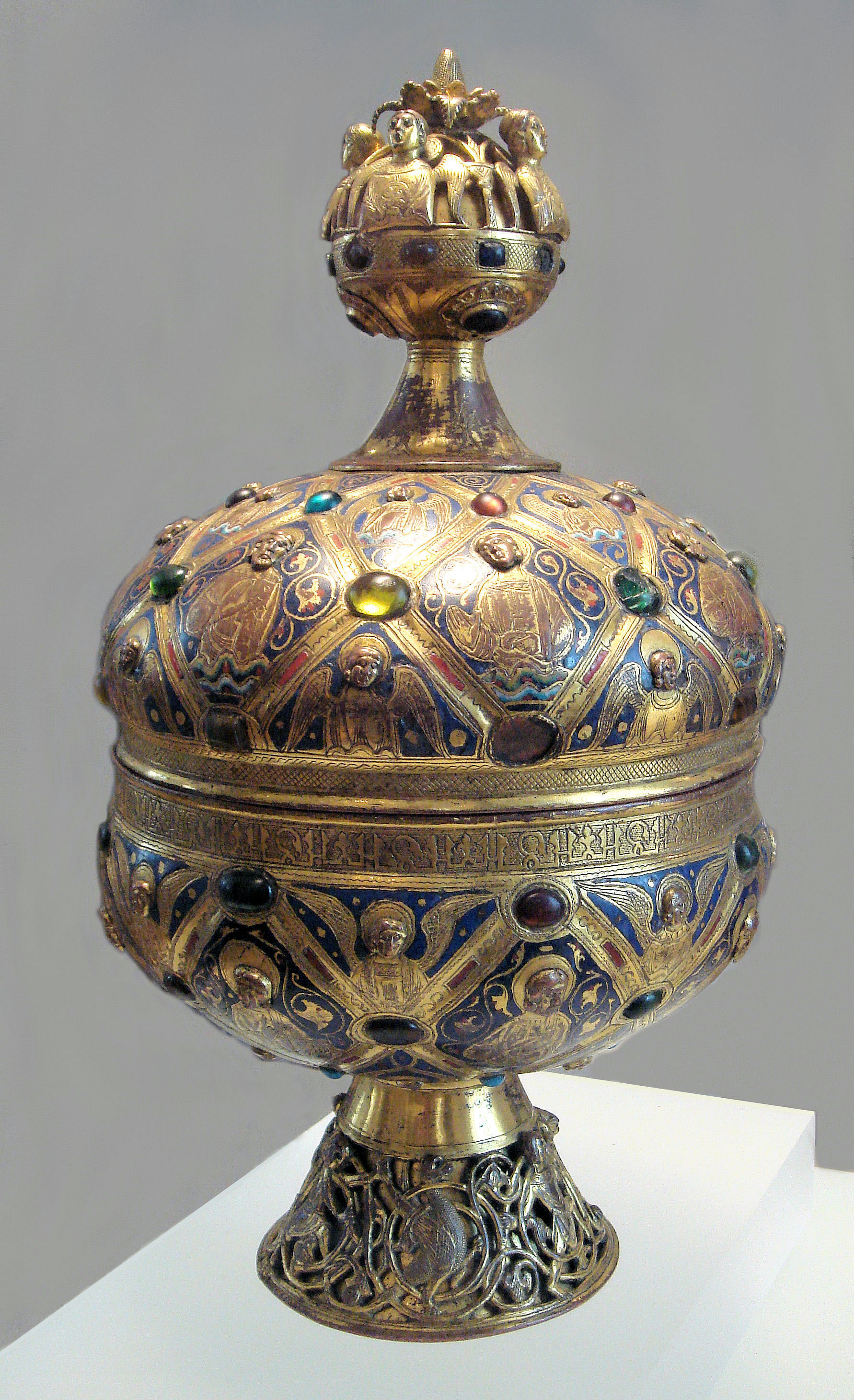
Ліможська дароносиця виїмчастої емалі з ободом у стилі псевдо-куфічного письма, бл. 1200

Ліможська емаль (фр. émail de Limoges) — спеціальна техніка обробки виробів з емалі.
Ліможська емаль вироблялась в Ліможі, Франція, достатньо знаному, але не такому, що славився високою якістю, європейському центрі виробництва емалі з XII століття; його вироби були відомі як «ліможська робота» (фр. Œuvre de Limoges, лат. Opus lemovicense). Лімож став відомим завдяки виїмчастій емалі, що вироблялась у великих кількостях, а з XV століття — художній емалі, часто в стилі гризайль на плоских металевих тарілках або іншому посуді різної форми.